# سفارة النرويج في سنغافورة
سفارة النرويج في سنغافورة هي أرفع تمثيل دبلوماسي لدولة النرويج لدى سنغافورة. تقع السفارة في سنغافورة وهي تهدف لتعزيز المصالح النرويجية في سنغافورة.

## وصلات خارجية
- قائمة سفارات النرويج
- قائمة السفارات في سنغافورة